# Urophyllum
Urophyllum  es un género con 180 especies de plantas con flores perteneciente a la familia de las rubiáceas.
Es nativo de las regiones tropicales y subtropicales de Asia.

## Taxonomía
Urophyllum fue descrita por Nathaniel Wallich y publicado en Flora Indica; or descriptions of Indian Plants 2: 184, en el año 1824.

## Especies seleccionadas
- Urophyllum acuminatissimum Merr. (1915).
- Urophyllum aequale Craib (1931).
- Urophyllum andamanicum King & Gamble (1903).
- Urophyllum angustifolium Valeton (1925).